# Jarchliniec (przystanek kolejowy)
Jarchliniec – zlikwidowany przystanek osobowy w Jarchlinie, w województwie zachodniopomorskim, w Polsce.